# 大神基政
大神 基政（おおが の もとまさ、承暦3年（1079年） - 保延4年9月8日（1138年10月13日））は、平安時代後期の楽人。右近衛将監・大神惟季（是季）の養子。官位は従五位下・左近衛将監。

## 経歴
石清水八幡宮の童子であったが、大神惟季に才能を見出されて彼の養子となり、「皇帝破陣楽」などの秘曲を伝授される。なかんずく横笛に長じ、惟季はその著書『懐竹抄』の中で、管弦の心得を知悉しており、卓越した演奏をする人物として基政を絶賛している。
大内楽所に任ぜられ宮中雅楽で活躍し、堀河・鳥羽両天皇の笛の師範を務めた。堀河天皇の勅定により、「壱団矯」を琵琶譜から笛の譜に移行させて「基政の笛譜」と呼ばれる横笛の楽譜を編纂したほか、長承2年（1133年）には口伝・岳父・故事などを集積した楽書『龍鳴抄』を著すなど、雅楽の隆盛に大きく貢献。長承元年（1132年）楽人として初めて従五位下に叙されている。
『古今著聞集』に多くの逸話が収録されており、太鼓の演奏を巡る藤原博定との話は有名である。

## 系譜
- 養父：大神惟季
- 母：不詳
- 生母不詳の子女
  - 男子：大神基賢[1]
  - 女子：夕霧 - 藤原伊行室